# 荻野弘之
荻野 弘之（おぎの ひろゆき、1957年 - ）は、日本の哲学研究者、上智大学文学部教授。西洋古代哲学、教父哲学専攻。
東京生まれ。1981年東京大学文学部哲学科卒業、1985年同大学院博士課程中退。1985年東京大学教養学部助手、1988年東京女子大学専任講師、1991年助教授、上智大学文学部哲学科助教授、1999年教授。上智大学中世思想研究所長。英国オクスフォード大学客員研究員。 

## 著書
- 『哲学の原風景 古代ギリシアの知恵とことば』日本放送出版協会 NHKライブラリー　1999
- 『哲学の饗宴 ソクラテス・プラトン・アリストテレス』日本放送出版協会 NHKライブラリー　2003
- 『マルクス・アウレリウス『自省録』 精神の城塞』岩波書店 書物誕生 あたらしい古典入門 2009
- 『奴隷の哲学者エピクテトス 人生の授業』ダイヤモンド社 2019

### 編著
- 『神秘の前に立つ人間 キリスト教東方の霊性を拓く』編 新世社 2005
- 『続・神秘の前に立つ人間　キリスト教東方の霊性を拓く 2』編 新世社 2010

### 翻訳
- ハーバート・ファイグル『こころともの』伊藤笏康共訳 勁草書房 双書プロブレーマタ、1989
- 『新版 アリストテレス全集 16　大道徳学　エウデモス倫理学　徳と悪徳について』新島龍美共訳、岩波書店、2016

## 論文
- Cinii